# クレスト オブ ウルフ
『クレスト オブ ウルフ』（Crest of Wolf 英題：Riot Zone）は、ハドソンより1993年2月26日に発売されたPCエンジンSUPER CD-ROM²用ゲームソフト。ジャンルはベルトスクロールアクションゲーム。
アーケードゲーム『ライオットシティ』のキャラクター差し替え版として米国ハードのTurboDuo向けに開発された作品だが、日本国内において本タイトルで先行発売された。

## 概要
ホークとトニーの2人のプレイヤーキャラクターから1人を選び、犯罪組織JADOHを壊滅させ、JADOHに拉致されたホークの恋人キャンディーを救出する事が目的の全5ステージのアクションゲーム。
上述の通り、ライオットシティの移植版だが変更されている要素が多く製品版ではステージ1とステージ2が交換されている。92年12月販売の『PCエンジンハイパーカタログCD-ROM（第1号）』では本作のステージ1の体験版を収録という形で紹介したが、結果としてステージ2の収録となった事を同誌を販売した月刊PCエンジンが紙面で謝罪を行っている。

### ゲームシステム
攻撃ボタン連打によるコンボ、攻撃とジャンプボタン同時押しによる自身のライフを少し減らす代わりに無敵となる必殺技、相手を掴んでの投げなどベルトスクロールアクションゲームの基本を踏襲している。
アイテムはスコアアップ以外に体力を回復する食品も存在するが、武器は無い。
ライオットシティで行えた2人同時プレイは本作ではカットされている。

## ストーリー
西暦1997年のニューヨーク。強者が弱者を支配し暴力が権力と化した地獄の街「九龍街」に巣食う犯罪組織「JADOH」にニューヨーク警察は犯罪組織撲滅のため全力で対抗していたがJADOHは市長を脅迫する。突然の捜査打ち切りの連絡に88分署の刑事ホーク・タケザキとトニー・アルダスは犯罪の物証も固まっているというのに何故だと上司に詰め寄るが、上司はホークの態度を諫めるだけで動こうとはしない。業を煮やしたホークは警察をやめ1人JADOHへと立ち向かう道を選択した。JADOHは手を引けとの命令に従わなかったホークへの報復としてホークの恋人キャンディーを拉致、手を引かなければキャンディーを殺害すると警告、そこに事情を知ったトニーも加わり2人で九龍街へと攻め入る。
九龍街には多くのJADOHの構成員が待ち構えていたがホークとトニーはその全てを排除し、JADOH本拠地「ジャポネスクガーデン」へと乗り込み正体不明のJADOH首領をも打ち倒しJADOHを壊滅させた。キャンディーも無事救出に成功し2人は街の英雄としてマスコミに囲まれることとなった。

## 登場人物

### プレイヤー
ホーク・タケザキ（竹崎ホーク）
88分署の刑事であった日系3世の25歳の空手家。祖父から伝授された琉球空手は名人級。正義の味方には悪者の弾は当たらないという信念で刑事として活動していた。必殺技は逆立ち状態で腕を拡げ舞い上がるフライング・スクリュー・アタック。
ゲーム中に示される身長は（原典のライオットシティのポールと同一で）6.1フィート（186センチメートル）だが設定の身長は180センチメートルであり、同じく体重もゲーム中は153ポンド（69キログラム）と表示されるが設定は70キログラムとなっている。

トニー・アルダス
88分署の刑事であったインディアン系アメリカ人、モヒカンがトレードマーク。年齢は32歳とホークより上だがホークのよき相棒として活躍していた。大学では経済学を学び修士号を所持している。必殺技はブレイクダンスで攻撃するファンキー・ダンス・アタック。
ゲーム中に示される身長は（原典のライオットシティのボビーと同一で）6.3フィート（192センチメートル）だが設定の身長は205センチメートルであり、同じく体重もゲーム中は162ポンド（73キログラム）と表示されるが設定は117キログラムとなっている。

### JADOH
JADOHは格闘技を極めた猛者が集った犯罪組織であり、麻薬売買、強盗、殺人など多くの犯罪行為に手を染めておりマフィアすらも手が出せない史上最強の集団とされている。
サミュエル・リー＆スーザン・チャン（MR.LEE＆MISS.CHAN）
ステージ1のボス。幼い頃に両親を失いJADOHに拾われたJADOH遊撃隊所属のカンフー使いの2人組で賞金は8000ドル。両親を殺害したのはJADOHであることが判明している。必殺技はリーを踏み台としてチャンが跳ねるマンハッタンクローアタック。

ショーナ・バルカイト（SHAUNA）
ステージ2のボス。自分より若くて美しい女性は許さないという、高い露出度の衣装でムチを片手に持つ女性で賞金は5000ドル。ポリシー通りキャンディーを許す事が出来ず老婆に化けてキャンディー拉致の実行役となった。必殺技はムチを振り回すスーパー・ウィップ・ウェーブ。
元々はステージ1ボスであったが、上述ステージ1と2の変更交換により2番手のボスとなった。

ランス（LANCE）
ステージ3のボス。殺人医師の異名を持つ台湾出身の毒針を使う暗殺者で賞金は11000ドル。トゲ（針）が生えたコートを纏う。必殺技は身体を丸めて突進するローリング・ヘッジ・ホッグ。

大童山不二（FUJI）
ステージ4のボス。八百長相撲により角界を追放された名古屋出身の怪力の相撲レスラーで賞金は14000ドル。シャチホコとエビフリャーを愛する男でもある。必殺技はその巨体で大きくジャンプし全てを押しつぶすフライング・フジ・スペシャル。

アルバート・クイン（QUINN）
ステージ5のボス。表向きJADOHの首領と思われている男だがJADOHでの地位は副首領。世界中の武道に精通しており、無頼神以外に敗れた事はない。必殺技は腕を突きだすブラスト・ソニック。

無頼神（TORA）
最終ボス。クインのいる間に鎧飾りに扮して隠れていた鎧武者でJADOHの真の首領。本名も正体も謎。

### その他のキャラクター
キャンディー
JADOHに抵抗する議員の21歳の娘。ホークの恋人であったため、ひとりぐらしの老人の介護に行った先でJADOHに拉致されてしまう。最終ステージにて囚われの身となっている。当初の雑誌発表ではビアンカとされていた。

ジム・ハイド
88分署の署長。JADOHに対するホークの訴えを却下する理由は市長への脅迫ではなく自身がJADOHが運営するカジノに借金が存在するためであった。

## 評価
『PC Engine FAN』の読者投票による「ゲーム通信簿」での評価は以下の通り、18.63点（満30点）となっている。
| 項目 | キャラクタ | 音楽  | お買得度 | 操作性 | 熱中度 | オリジナリティ | 総合   |
| 得点 | 3.210      | 3.298 | 3.035    | 3.298  | 3.263  | 2.526          | 18.630 |